# Jerslev (Vendsyssel)
 For alternative betydninger, se Jerslev. (Se også artikler, som begynder med Jerslev)
Jerslev er en mindre by midt i Vendsyssel med 843 indbyggere  (2024), beliggende i Jerslev Sogn. Byen ligger i Region Nordjylland og hører under Brønderslev Kommune.
Jerslev er beliggende 10 kilometer øst for Brønderslev og 6 kilometer øst for Hirtshalsmotorvejen E39, frakørsel 6 Brønderslev C/Frederikshavn.
Hver sommer afholdes Jerslev Marked i byen, ét af landsdelens største.
Byen har et rigt foreningsliv, skole til 9. klasse, børnehave samt dagplejere. Derudover er der en dagligvarebutik, et pizzeria og en genbrugsforretning.
I nærheden af skolen ligger SparV-hallen med fitnesscenter, spinninglokale, trampoliner og hæve/sænke-scene. Det økonomiske grundlag for en ny udendørs multibane til parkour, skating mm. samt en tilhørende æblelund med hængekøjer og løbestier er ved at være på plads, og anlæggelsen forventes snart at gå i gang.
9740-området har sin egen byportal, hvor områdets foreninger er repræsenteret.
Ud over Jerslev rummer postnummeret 9740 også byerne Hellum, Sterup, Klæstrup, Kirkholt og Mylund.

## Historie
I 1875 beskrives byen således: "Jerslev med Kirke, Præstegaard og Veirmølle noget vestlig udenfor Byen, Skole og en Privatskole for begge Kjøn, Kro".
Omkring århundredeskiftet blev byen beskrevet således: "Jerslev med Kirke, Præstegd. (noget V. for Byen), Skole, Privatskole (for Adventister), Forsamlingshus (opf. 1888), Sparekasse for J.-Hellum Sogne (opr. 14/11 1869; 31/3 1898 var Sparernes saml. Tilgodehav. 117,864 Kr., Rentefoden 4 pCt., Reservefonden 10,537 Kr., Antal af Konti 598), Kro, Mølle, Andelsmejeri (Nørager), Købmandsforretninger, m.m."
Jerslev voksede i mellemkrigstiden, men stagnerede i tiden efter 2. verdenskrig: i 1925 havde byen 592 indbyggere, i 1930 648, i 1935 691 og i 1940 742 indbyggere men i 1945 kun 602, i 1950 609, i 1955 608, i 1960 718 og 807 i 1965. I 1930 var erhvervssammensætningen: 205 levede af landbrug, 187 af industri og håndværk, 71 af handel, 29 af transport, 32 af immateriel virksomhed, 51 af husgerning, 64 var ude af erhverv og 9 havde ikke angivet oplysninger. Jerslev lå som en mindre oplandsby omtrent midt mellem Vester Brønderslev og Vrå.